# 刘瑞玉
刘瑞玉（1922年11月4日—2012年7月16日），男，直隶（今河北）乐亭人，中国海洋生物学和甲壳动物学家，中国科学院海洋研究所研究员，中国科学院院士。

## 生平
1945年毕业于辅仁大学生物系。1997年当选为中国科学院院士。

## 部分著作
- Liu, J.Y. . China Science Press. 2008: 1267 pp.